# 90 km (obwód leningradzki)
90 km (ros. 90 км) – przystanek kolejowy w miejscowości Olchowiec, w rejonie gatczyńskim, w obwodzie leningradzkim, w Rosji. Położony jest na linii Petersburg – Newel – Witebsk.

## Historia
12 czerwca 1965 o godzinie 10:05 czasu lokalnego w pobliżu przystanku miała miejsce katastrofa kolejowa. Dyżurny ruchu ze stacji Nowinka, niesłyszący na jedno ucho oraz odczuwający dolegliwości po wczorajszym spożyciu alkoholu, wpuścił pociąg towarowy na tor, po którym z przeciwka jechał pociąg osobowy relacji Kijów - Leningrad. Obsługa lokomotywy pociągu osobowego będąc świadoma, że zderzenie jest nieuniknione, nie ewakuowała się, tylko wprowadziła hamowanie awaryjne. Cała 4-osobowa załoga poniosła śmierć, jednak dzięki ich bohaterskiej postawie z ok. 700 pasażerów zginęła tylko 1 osoba. W okolicy przystanku znajduje się dziś pomnik załogi. Tradycją wśród maszynistów jest podawanie sygnału dźwiękowego podczas mijania miejsca katastrofy.